# Association des ouvriers en instruments de précision

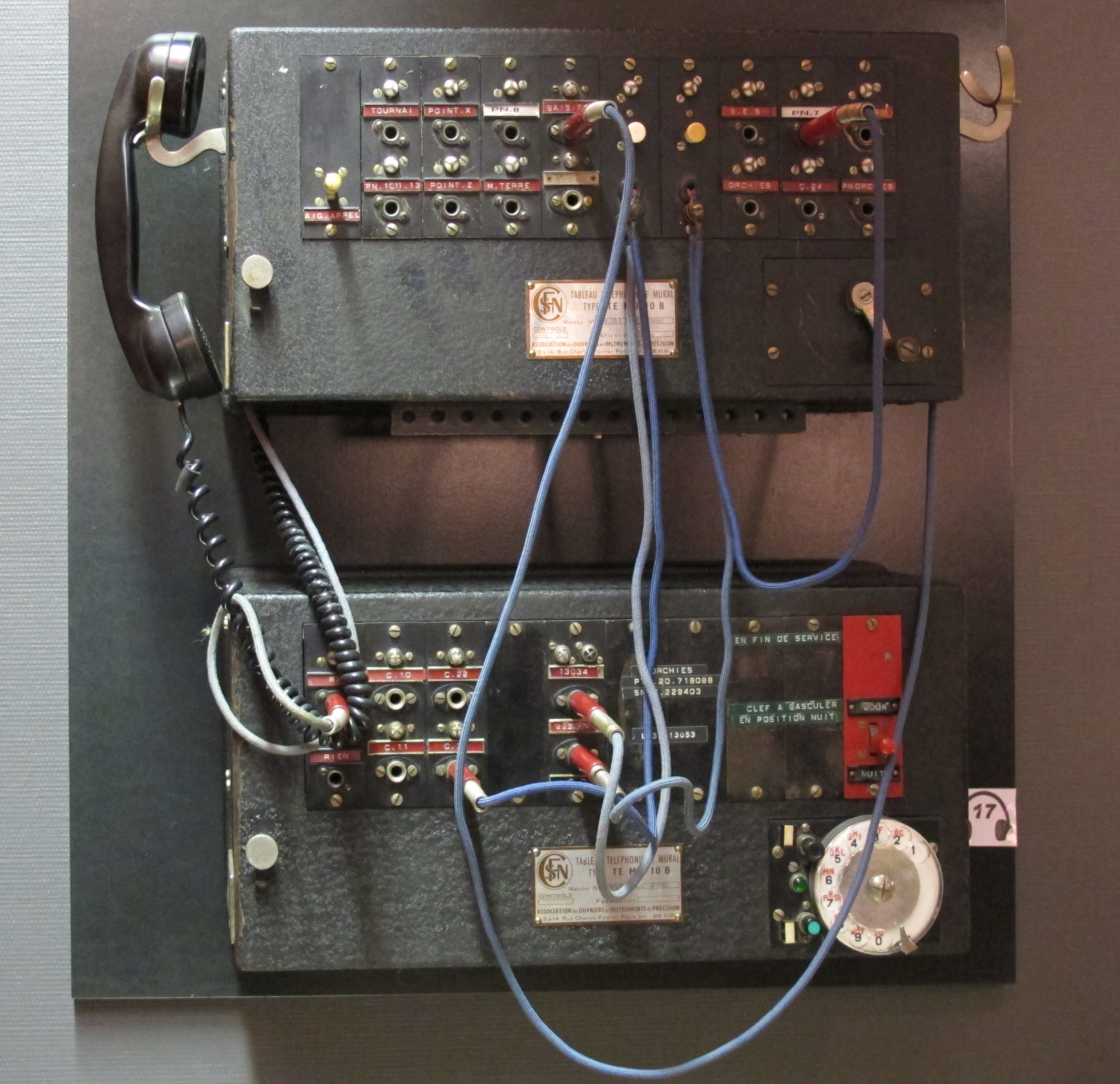
Tableau téléphonique de la gare d'Ascq fait par l'A.O.I.P.

L’Association des ouvriers en instruments de précision (AOIP) est une coopérative ouvrière de production française, créée le 10 mars 1896 dans le 14e arrondissement de Paris. Elle s'installera ensuite aux n° 8 à 14 de la rue Charles Fourier, dans le 13e arrondissement. Dans les années 1970, elle devient la plus grande coopérative d'Europe, hors URSS, avec 4 600 salariés. Elle commercialise ses produits sous les marques « Association des ouvriers en instruments de précision », puis « AOIP ».

## Historique

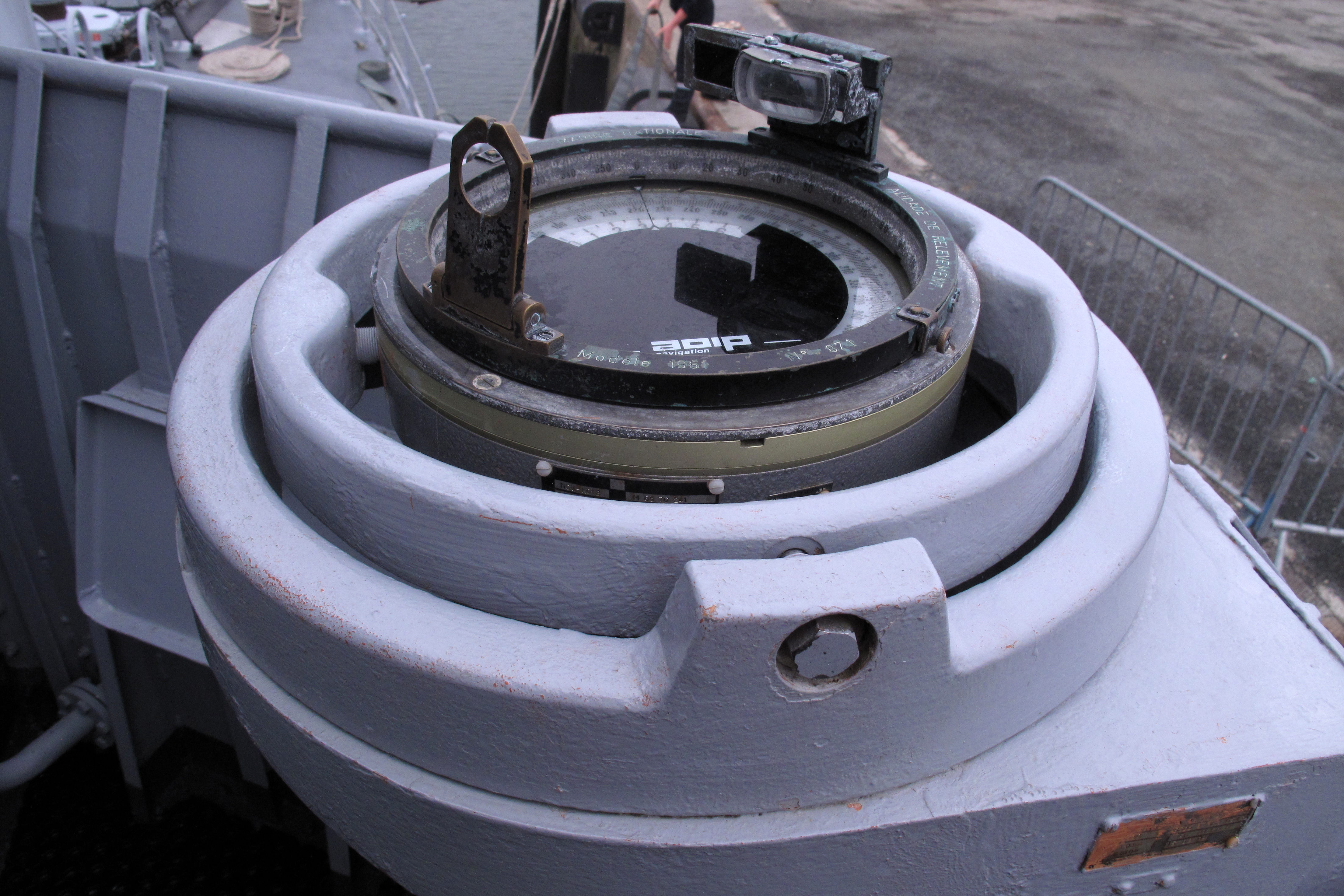
Répétiteur de cap pour bâtiments de surface, ici installé sur le chasseur de mines Sagittaire, fabriqué par AOIP pour la Marine nationale française.

À la fin du XIXe siècle, soixante-quatre ouvriers de la Chambre syndicale des ouvriers en instruments de précision de Paris se réunissent pour créer leur entreprise. C'est le secrétaire de cette chambre syndicale, Edmond Briat – futur secrétaire général de la Chambre consultative des associations ouvrières de production de 1907 à 1940 – qui en sera le premier président. La première assemblée élit un certain Viardot comme premier directeur.
Ses activités se concentrent dans les domaines de la téléphonie et des marchés publics, et comprennent : 
- la fabrication d'appareils photo et de matériel cinématographique ,
- la fabrication de télégraphes et téléphones (Marty 1910…),
- la fabrication et l'installation de centraux téléphoniques (multiples),
- la fabrication d'appareils de mesure à aiguille, électroniques, de boîtes de résistance (dont la fameuse « boîte noire » connue des étudiants),
- la fabrication de matériel d'automatisme (démarreurs),
- la fabrication de matériel de navigation (gyrocompas), …

Au plus fort de ses capacités, elle comprend deux usines en Bretagne (Morlaix, Guingamp), une usine à Béziers, une à Toulouse, une à Évry, le siège social et une autre usine à Paris XIIIe, rue Charles-Fourier.

## Organisation
La société sera longtemps à la pointe du progrès social avec, notamment, un salaire unique du directeur à l'ouvrier, et l'obligation d'être syndiqué pour se porter candidat au sociétariat. En 1917, une caisse de retraite et une école d'apprentissage sont mises en place ; ces deux organes fonctionneront pendant plus de 70 ans.
En 1979, une décision ministérielle partageant le marché des télécommunications entre seulement deux entreprises, à savoir Thomson-CSF et CIT-Alcatel, manque de sonner le glas pour l'entreprise.
Elle redémarrera finalement avec les 1 500 salariés restants, en conservant ses départements de téléphonie privée, automatisme, mesure, robotique (AKR), circuits imprimés (Europe Circuits), etc.
De 1979 à 2003, abandonnée par les pouvoirs publics, malgré le nombre important de ministres ayant auparavant défilé à la tribune des assemblées, elle perdra petit à petit ses différentes activités, ses biens immobiliers, ses salariés, pour arriver, le 24 février 2003, devant le tribunal de commerce d'Évry, à un plan de cession totale, désignant la reprise de soixante-six personnes par le groupe Asgard sous le nom d'AOIP sas.